# Salix sumatrana
Salix sumatrana är en videväxtart som beskrevs av Friedrich Anton Wilhelm Miquel. Salix sumatrana ingår i släktet viden, och familjen videväxter. Inga underarter finns listade i Catalogue of Life.